# Tennis féminin

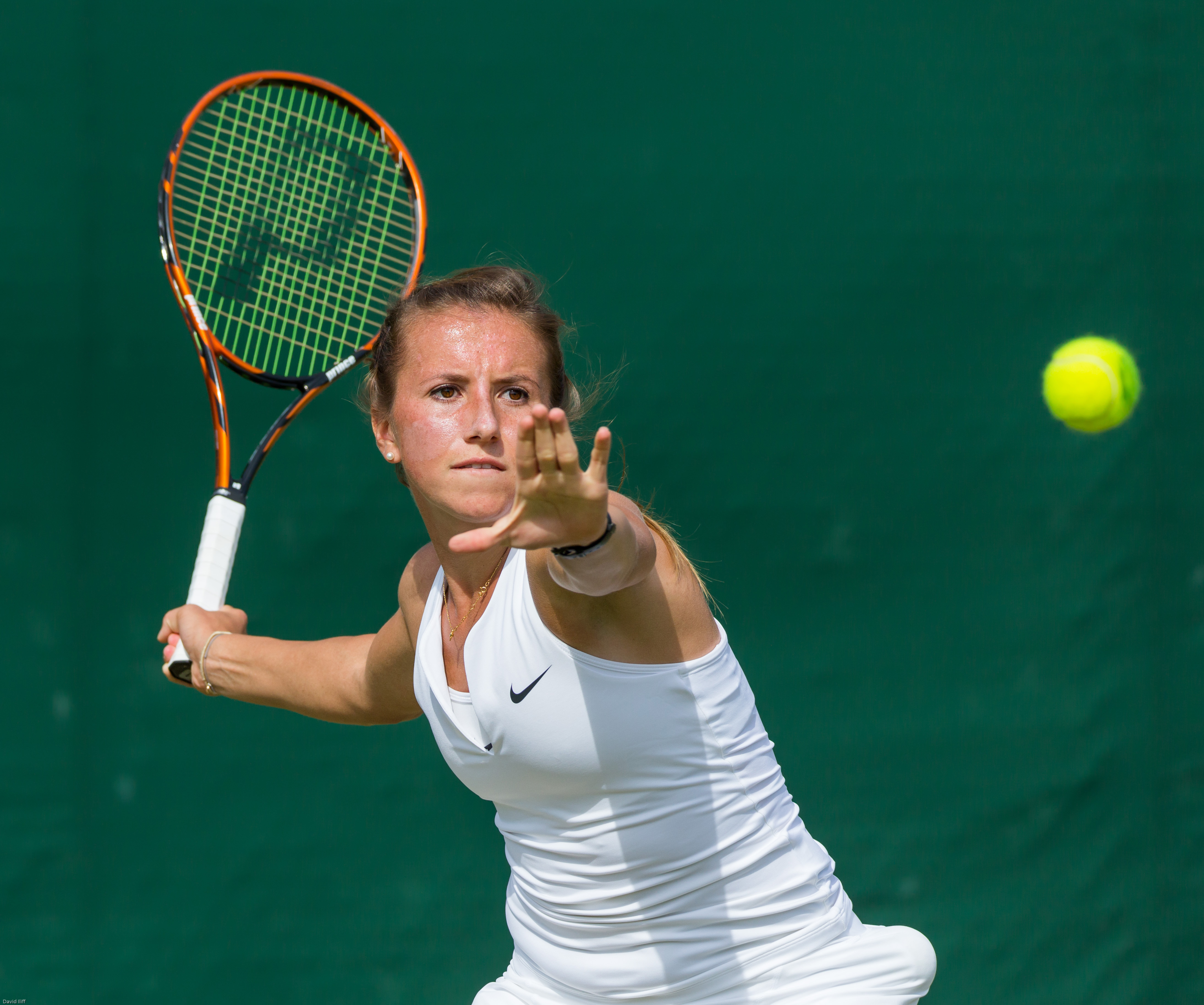
L'Allemande Annika Beck lors d'un tournoi de tennis en 2015.

Le tennis féminin est la pratique du tennis par des femmes, qui est apparue très tôt dans l'histoire de ce sport. Cependant la parité des gains dans les grands tournois n'est effective que depuis 2007, alors que l'intérêt du public et des médias n'est pas aussi forte que pour les compétitions masculines.

## Historique

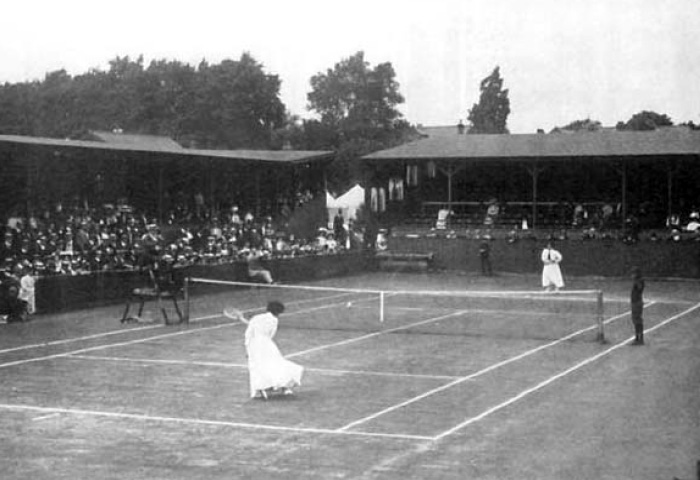
Finale du simple féminin aux Jeux olympiques de Londres en 1908

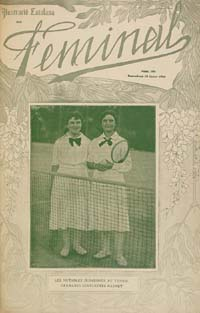
Une de la revue féministe catalane Feminal, au début du 20e siècle (numéro 106, dédié au tennis féminin).

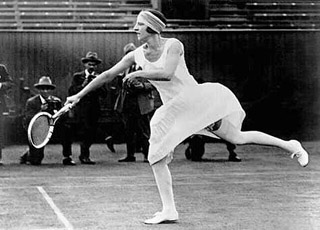
Suzanne Lenglen

Le tennis féminin est présent dès les premières éditions des Jeux olympiques, en 1900 à Paris ou à 1908 à Londres, mais le double féminin n'est apparu qu'en 1920 lors des jeux d'Anvers.
En 1928, le club féminin et sportif de Barcelone est créé, encourageant le tennis féminin, comme en rend compte la revue Feminal. Le club ne survit pas à la guerre d'Espagne et à la dictature franquiste. Le club est interdit en 1939.
La première véritable vedette du tennis féminin est Suzanne Lenglen, qui après six titres remportés à Wimbledon et aux Internationaux de France quitte le tennis amateur pour réaliser une première tournée professionnelle en Amérique du Nord en 1926-1927. Elle est alors considérée comme une « Diva ». 
Dans les années 1950, Althea Gibson devient la première femme noire à remporter un titre du Grand Chelem, douze ans avant Arthur Ashe chez les hommes, en s'imposant à Roland Garros en 1956 puis Wimbledon en 1957, et ce 40 ans avant les sœurs Williams.
Billie Jean King, une des plus grandes joueuses de tous les temps, a marqué les esprits en 1973 à l'occasion de sa victoire contre un provocateur machiste, qui avait déclaré que jamais une femme ne le battrait.
Le tennis féminin ne s'impose réellement qu'à partir des années 1960, et surtout avec la mise en place de la WTA dans les années 1970, dont Billie Jean King est la première présidente.
L'américaine Chris Evert domine en particulier la terre battue entre 1973 et 1979, avec 125 victoires consécutives; sa grande rivale était Martina Navrátilová qui elle s'est imposée sur toutes les surfaces dans les années 1980 et 1990.
L'allemande Steffi Graf est la seule à avoir détenu les six titres majeurs en même temps (les quatre titres du grand schelem, les Masters, et le titre olympique). Monica Seles, considérée comme la première dont le jeu reposait sur la puissance, a été en 1991 à 17 ans la plus jeune à être sacrée n°1 mondiale. Par la suite, le tennis féminin est dominé par les sœurs Williams: Venus Williams remporte 7 titres entre 2000 et 2008, et Serena 23 titres entre 1999 et 2017. Depuis 2007, les gains des joueuses sont à parité avec ceux pratiqués chez les hommes.

## Particularités du tennis féminin
Dans les rencontres de tennis féminin, la balle est généralement jouée sans effet (moins de lift), et les matchs ont tendance à se jouer plutôt du fond du court; la frappe est en général moins puissante que chez les hommes. Le jeu est plus réalisé dans une tactique de vitesse et d'anticipation. Le service étant aussi moins puissant, il a relativement moins d'importance que pour les hommes. On peut cependant noter une évolution dans ce domaine depuis les années 1990:
| Joueuse           | Année | Vitesse du service |
| ----------------- | ----- | ------------------ |
| Gabriela Sabatini | 1992  | 146 km/h           |
| Nathalie Tauziat  | 1995  | 159 km/h           |
| Steffi Graf       | 1998  | 171 km/h           |
| Kim Clijsters     | 2004  | 188 km/h           |
| Amélie Mauresmo   | 2006  | 193 km/h           |
| Venus Williams    | 2007  | 208 km/h           |
| Sabine Lisicki    | 2014  | 211 km/h           |

## Le Tennis féminin en France
La FFT comptait en 2018, 985 000 licenciés dont 289 000 femmes .
La création en 1979 de l'Union du tennis Féminin, fondée par Benoîte-Martine Lardy  (syndicat des joueuses de tennis professionnelles) permet l'obtention du statut professionnel, social et fiscal pour les joueuses de tennis féminines de haut niveau.

## Controverses
Le tennis féminin a été marqué par plusieurs affaires, dont des affaires d'agressions sexuelles par des entraineurs. Certaines joueuses décrivent également un milieu parfois « homophobe » et « sexiste ».